# Држевиця (герб)
Древиця (пол. Drzewica) — шляхетський герб польського походження із краківської і сандомирської землі.

## Опис герба
У блакитному полі золотий півмісяць, під ним і над ним по золотій зірці.
У клейноді п'ять пір'їн страуса.

## Історія
Герб середньовічного від часів Династії П'ястів, рік заснування між 1248 і 1296. Найдавніший запис з 1396. Легенда свідчить, що даний символ отримав від Лешека Чорного Прокіп з Држевиці в нагороду за надання інформації про його обрання на Князя Краківського.

## Роди
Bagrowski, Burakowicz Popławski, Burokiewicz-Popławski, Chochlik, Czapiewski, Czapniewski, Demlicz, Demritz, Demryc, Demrycz, Dębina, Dobrowolski, Drzewicki, Drzewiecki, Duchnicki, Duchnowicz, Dziaduski, Essen, Feldman, Gibroń, Gostomski, Gran, Hrehorowicz, Hryhorowicz, Jeż, Józefowicz, Kadłubowski, Kieselewski, Kieselowski, Kisłowski, Kisselowski, Korycki, Krakówka, Kulikowski, Kuszelewski, Ławiński, Łowieński, Łowiński, Ługowski, Marcinkowski, Markowski, Mikulski, Mikułowski, Mniszkowski, Modrzewski, Mucha, Ottowicz-Życki, Pacoski, Pasz, Paszewicz, Pieślak, Pinabel, Płoszyński, Podlesiecki, Pokotiło, Pokotyłło, Поплавські (Popławski), Potasowicki, Protasewicz, Protasiewicz, Protasowicki, Protasowicz, Protaszewicz, Przemieniecki, Rabiec, Raczkowski, Radliński, Rośniski, Ryściński, Sierzchowski, Sinikiewicz, Siuniekiewicz, Skaczkowski, Skorka, Sławiński, Sokołowski, Stokowski, Suszkowski, Syrewicz, Szuszkowski, Szylański, Szynkiewicz, Tylański, Wasielewski, Wasilewski, Wasiłowski, Wierzchowski, Witaliszewski, Wojszycki, Zajączkowski, Zajkowski, Zieleniewski, Zychcki, Zychecki, Zychocki, Żabiński, Żychcki, Żychecki, Żychocki, Życki, Żyszkow, Żywicki.
Ґранови — це кашубська сім'я, від якої мали виходити Чапєвсці. Герб Држевиця визнав за ними Олександр Шеліга-Зерницький, вказавши також інший, власний герб — Ґран.